# Большой Двор (Вологодский район)
Большой Двор — деревня в Вологодском районе Вологодской области.
Входит в состав Кубенского сельского поселения (с 1 января 2006 года по 8 апреля 2009 года входила в Вепревское сельское поселение), с точки зрения административно-территориального деления — в Вепревский сельсовет.
Расстояние до районного центра Вологды по автодороге — 79 км, до центра муниципального образования Кубенского по прямой — 40 км. Ближайшие населённые пункты — Усово, Куново, Дектери, Орешник.
По переписи 2002 года население — 4 человека.